# Rīg Zardān
Rīg Zardān (persiska: ریگ زردان) är en ort i Iran.   Den ligger i provinsen Kerman, i den sydöstra delen av landet, 1 100 km sydost om huvudstaden Teheran. Rīg Zardān ligger 534 meter över havet och antalet invånare är 509.
Terrängen runt Rīg Zardān är platt åt nordväst, men åt sydost är den kuperad. Runt Rīg Zardān är det glesbefolkat, med 8 invånare per kvadratkilometer. Närmaste större samhälle är Kūtak-e Vasaţ, 7,1 km väster om Rīg Zardān. Trakten runt Rīg Zardān består i huvudsak av gräsmarker.